# Lóti és Futi
A Lóti és Futi magyar bábfilmsorozat, melyet 2013 és 2014 között mutatott be az M2. Az első epizód 2013. szeptember 16-án került adásba. A 2. évad március 31-én debütált.

## Összefoglaló
A bábfilmsorozat két, gyakran civakodó, de mégis elválaszthatatlan jóbarát, Lóti és Futi életét mutatja be. A két figurát felnőtt színészek keltik életre: a „bumfordi, csetlő-botló” Lótit Mátyás Zoltán, míg a „rendszerető, gyors felfogású, de kissé cinikus” Futit Érsek-Csanádi Györgyi színésznő alakítja. A második évadtól feltűnik egy harmadik szereplő, egy Lizi nevű szomszéd kislány, akit a forgatás idején kilenc éves, negyedik osztályos Kovács Luca alakított.
A 3-6 perces epizódok egy adott, gyerekeknek szóló témát mutatnak be, humoros formában.

## Szereplők
| Szereplő | Színész               | Hangja        |
| -------- | --------------------- | ------------- |
| Lóti     | Mátyás Zoltán         | Elek Ferenc   |
| Futi     | Érsek-Csanádi Gyöngyi | Csőre Gábor   |
| Lizi     | Kovács Luca           | saját hangján |
| Narrátor | –                     | Kovács Lehel  |

## Epizódok
Az 1. évad 2013. szeptember 16-án került adásba, 60 epizóddal. A 2. évadot március 31-én mutatták be. Az egyes epizódok címei a PORT.hu-n olvashatóak.

## A sorozat készítése
Csortos Szabó Sándor producer elmondta: „Az új sorozat különlegessége, hogy a jeleneteket virtuális háttérben rögzítjük néhány kellékkel a stúdióban, és utómunkában kerül mögéjük a világ, amelyben élnek”. Hozzátette, egyes dramaturgiai szituációkban rövid animációs betéteket is alkalmaztak, pl. álomjeleneteknél. Negyvenfős csapat dolgozott ezen a megoldáson, Huszár Dániel vezette az animációs csoportot, a stúdióban megépített látványért pedig Klimó Péter felelt.
A gyerekeknek szánt történeteket négy író – Divinyi Réka, Huszár Péter, Kormos Anett és Szabó Virág – alkotta meg. A sorozatot Szabó Szonja rendezte, akinek ez volt az első fizetett rendezői munkája. A produceri feladatkört Csortos Szabó Sándor látta el.

## Fogadtatás
Bár az MTVA műfaji újdonságként hivatkozott a sorozatra, a HVG cikke szerint azonban az 1997-ben indult brit Teletubbies magyar változata.
2013-ban a 2. Kamera Korrektúra-díjátadón a sorozat megnyerte a gyermekműsorok különdíját.